# 王氏烧酒
王氏烧酒是中國河南周口市扶溝縣白潭镇出产的一种白酒，源于当地王氏家酒：王家先祖王正，字大公，于洪武初年因功受封于尉氏县；其人嗜酒，乃请酒师，敬为上宾并帮其成家立业，以传艺于王氏后人。但此酒原来一直多为王家自酿自饮，不专门从事经营，所以不曾取名，被外人称为“王氏小烧酒”，简称“王氏小烧”。后王家一个支脉迁居白潭镇后，开设酒坊售酒为生，众人遂以“王氏烧酒”称之，沿用迄今。王氏烧酒乃以高粱、大麦、麦麸、豌豆、水稻等为主料，制曲时加入四十余种中草药酿成的浓香型白酒。